# 白岩善博
白岩 善博（しらいわ よしひろ、Yoshihiro Shiraiwa、1951年 - ）は、日本の植物代謝生理学者。筑波大学大学院生命環境科学研究科情報生物科学専攻教授、情報生物科学専攻長および生物科学系長を兼任。専門は植物代謝生理学。主に単細胞藻類の生理学的研究分野を扱っている。微細藻類の光合成二酸化炭素固定・炭素代謝および環境応答、バイオミネラリゼーション、微量元素などの生理機能に関する研究に長年携わる。特に、円石藻による二酸化炭素固定および炭酸カルシウム結晶（コッコリス）形成機構について強い関心を持っている。一方で「人間力の養成」を掲げ、大学院専門分野の科目を越えた「大学院共通科目」の導入を主導するなど、教育者としても積極的に活動している。

## 略歴
新潟大学理学部生物学科卒、東京教育大学大学院理学研究科修士課程、東京大学大学院理学系研究科博士課程修了（理学博士）。東京大学応用微生物研究所研究生、日本学術振興会奨励研究員、新潟大学理学部生物学科助手、同助教授、筑波大学生物科学系教授を経て現在に至る。2008年からマリンバイオテクノロジー学会会長。

## 主な受賞歴
- 2006年 Marine Biotechnology (Springer) Editorial Board-Recognition Award受賞